# Kasteel van Paphos

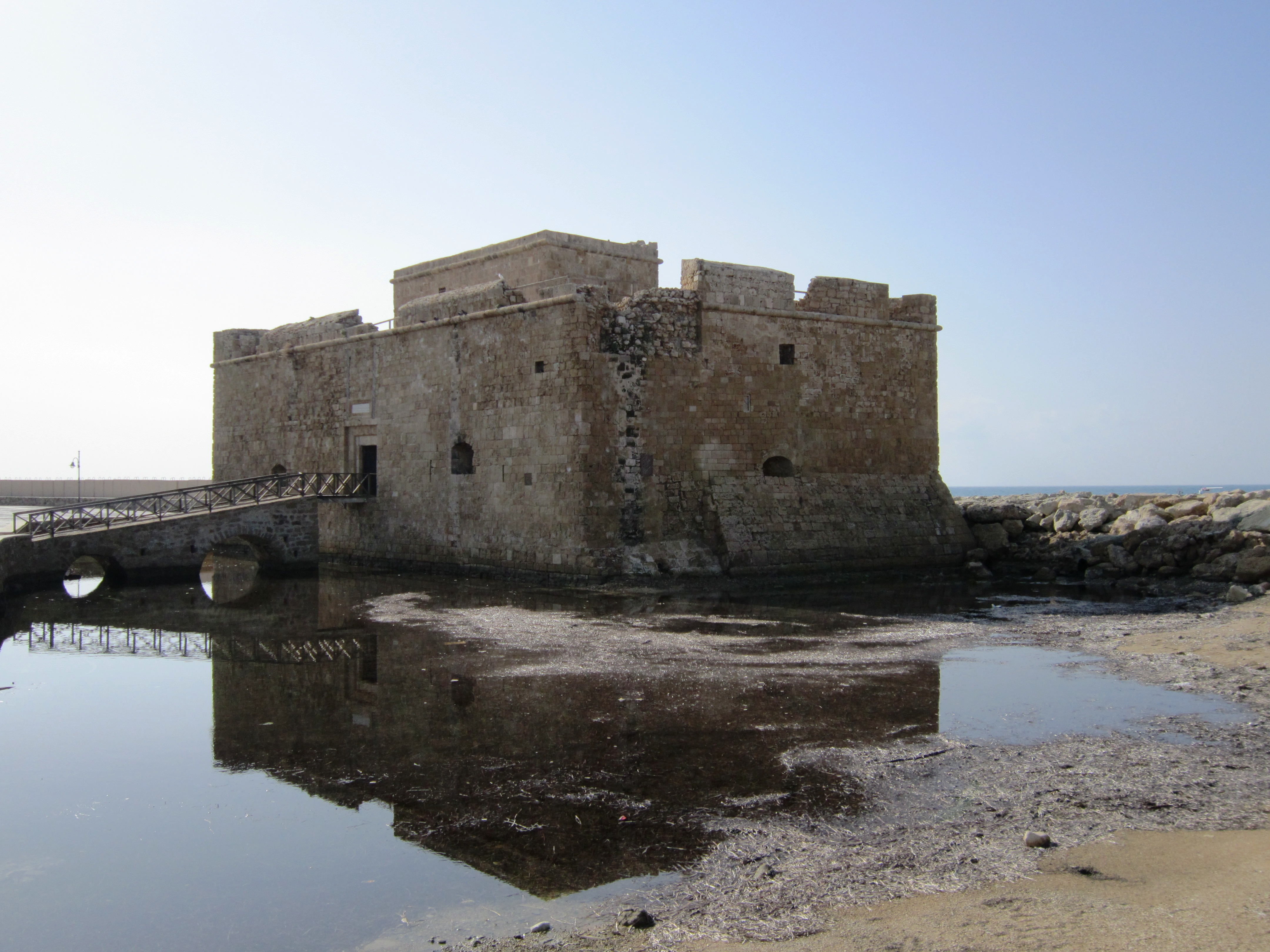
Het kasteel van Paphos

Het Kasteel van Paphos (Grieks: Κάστρο της Πάφου, Kastro tis Pafou) is een oud fort aan de haven van de Cypriotische stad Paphos. Het is aanvankelijk gebouwd door de Byzantijnen om de haven te verdedigen. Het werd in 1222 vernield door een aardbeving en vervolgens weer opgebouwd door de heren van Lusignan. De Venetiaanse heersers braken het weer af in 1570 en de Ottomaanse veroveraars bouwden het weer op. Het werd gebruikt als fort, als gevangenis, en de Britten gebruikten het als een opslagplaats voor zout. Tegenwoordig dient het ook als locatie voor een jaarlijks cultureel festival.